# Rue Spontini
La rue Spontini est une voie du 16e arrondissement de Paris, en France.

## Situation et accès
La rue Spontini est une voie publique située dans le 16e arrondissement de Paris au sein du quartier résidentiel de très haut standing dit « quartier de la Porte-Dauphine ». Elle débute au 73, avenue Foch et se termine au 2, rue Benjamin-Godard, au niveau de l'avenue Victor-Hugo et de la place Mike-Brant.
Le quartier est desservi par la ligne C du RER à la gare de l'avenue Foch et à la gare de l'avenue Henri-Martin, ainsi que par le terminus de la ligne 2 à la station Porte Dauphine et le prolongement de la ligne 3b du tramway d'Île-de-France.

## Origine du nom
La rue doit son nom au compositeur italien Gaspare Spontini (1774-1851).

## Historique

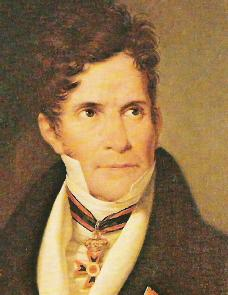
Gaspare Spontini.

Cette rue qui a fait partie de la rue du Petit-Parc résulte de la transformation, en 1825, du chemin qui longeait, à l'est, les terrains de l’ancienne faisanderie de la Muette et qui séparait les communes de Passy et de Neuilly.
Cette rue est également la limite ouest du lotissement de la plaine de Passy  créé en 1825 par la Société des terrains de la plaine de Passy. La partie ouest de ce lotissement, qui s'étendait à l'est jusqu'au boulevard extérieur de l'enceinte des Fermiers généraux, ne fut bâtie qu'après 1850. Les maisons individuelles furent remplacées à partir de la fin du XIXe siècle par des immeubles collectifs,.
Classée dans la voirie parisienne en vertu d'un décret du 23 mai 1863, elle prend sa dénomination actuelle par un décret du 2 octobre 1865.
La partie qui était comprise entre la rue de la Tour et l'avenue Henri-Martin est devenue en 1881 un tronçon de la rue Mignard.
L'actuel square Lamartine a englobé, également en 1881, la partie de la rue Spontini comprise entre les avenues Henri-Martin et Victor-Hugo.

## Bâtiments remarquables et lieux de mémoire

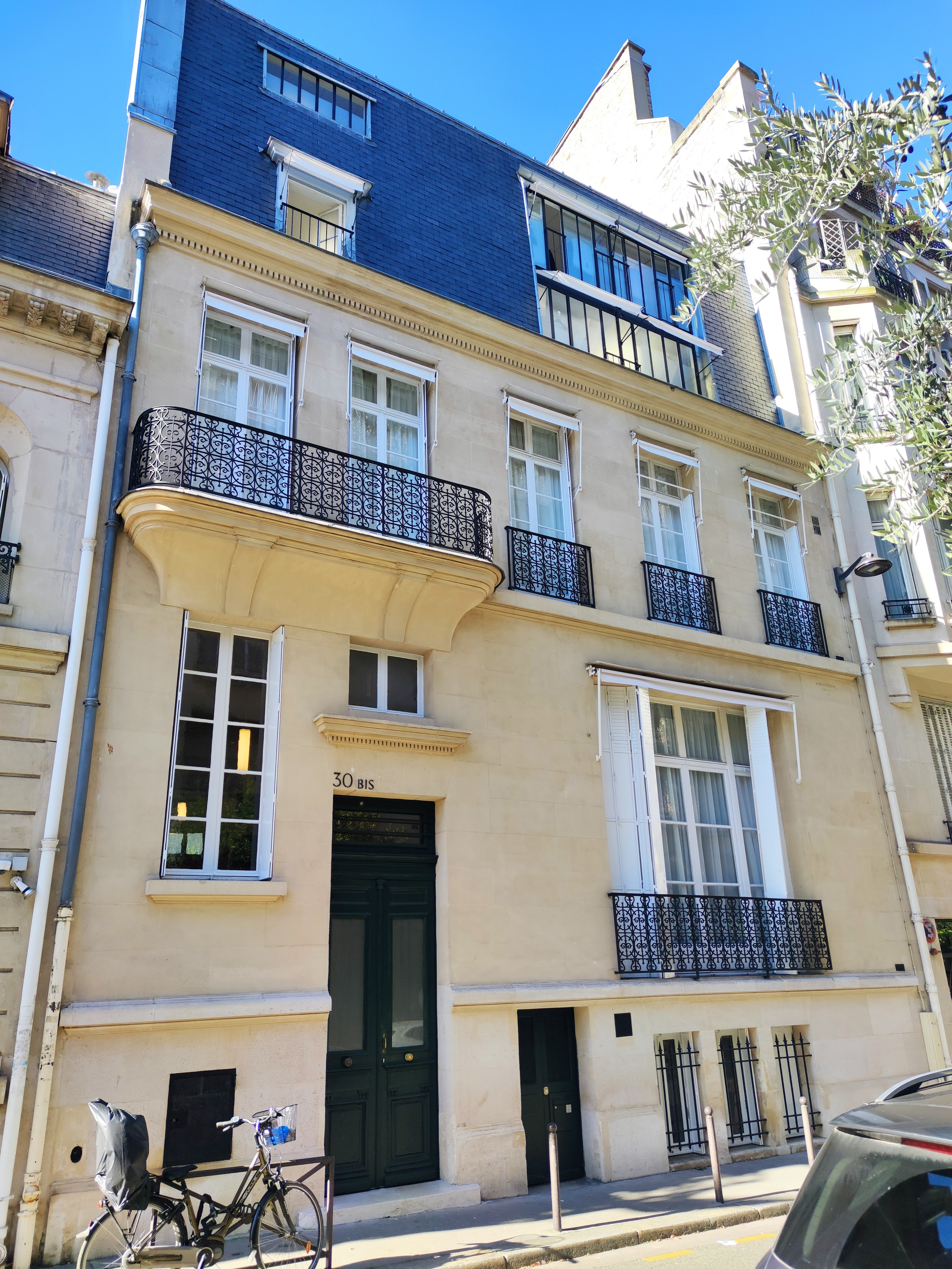
No 30 bis.

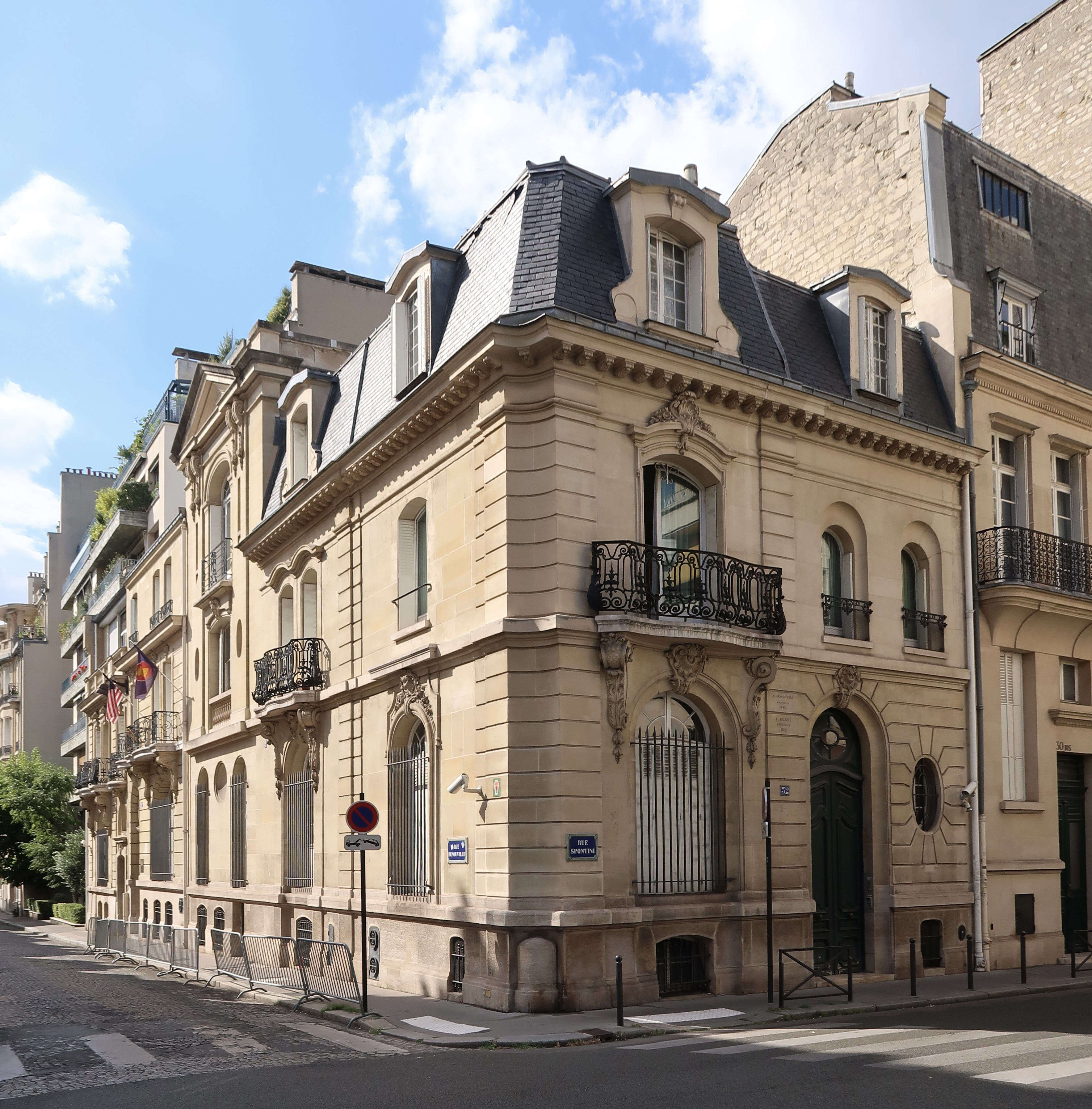
No 32, au croisement avec la rue Benouville.

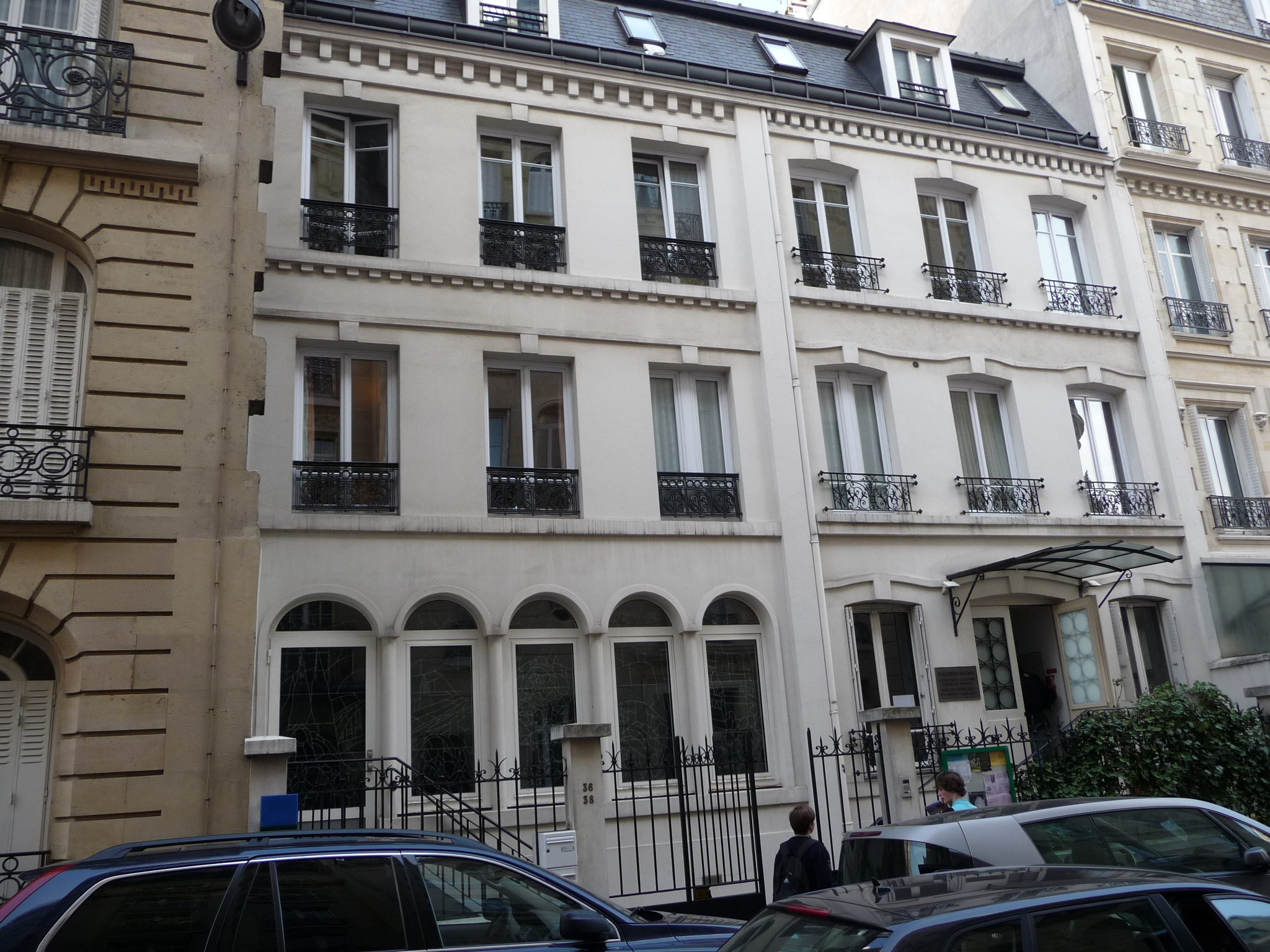
No 38 : église allemande Saint-Albert-le-Grand.

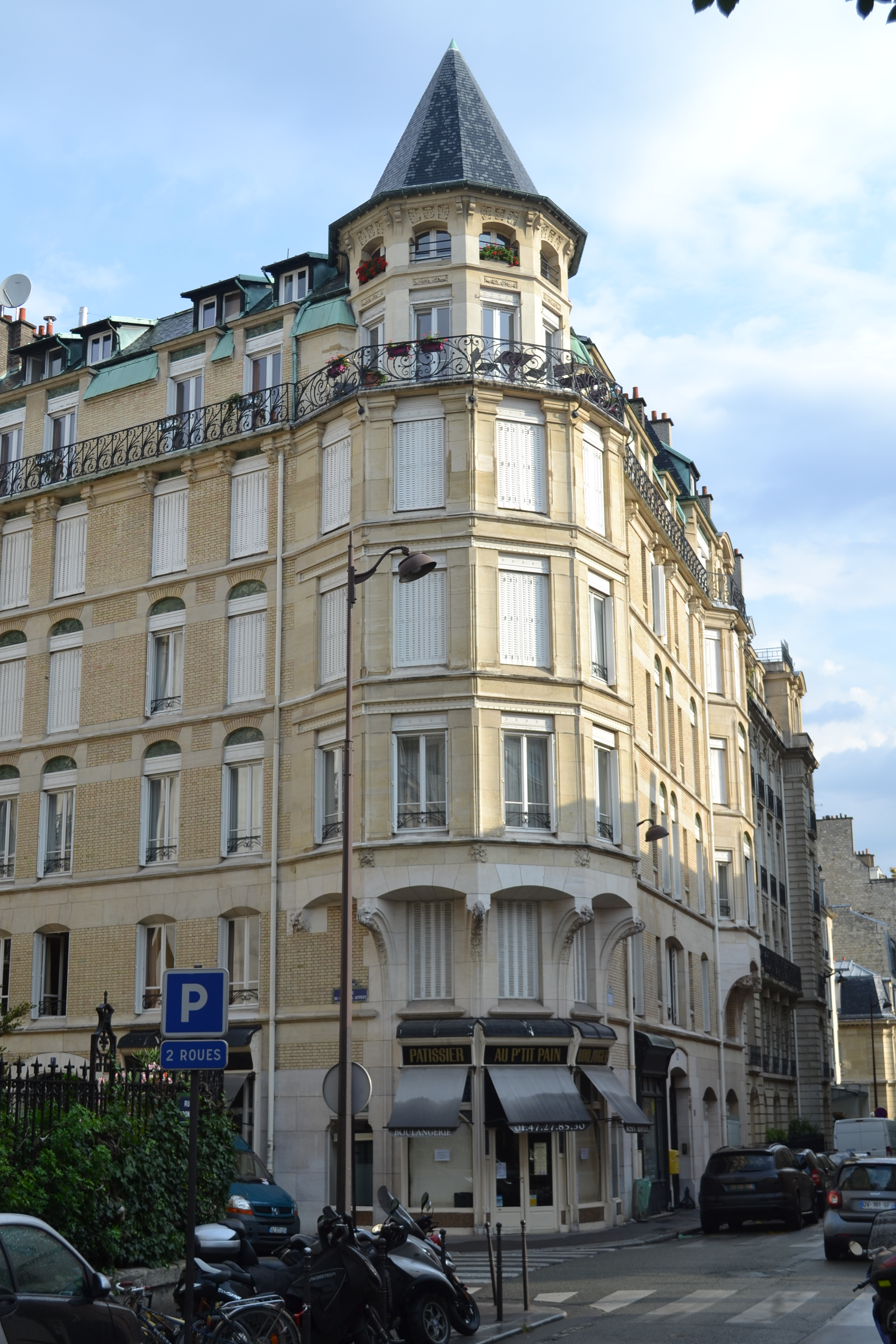
No 46.

- L'homme politique Michel Debré habita dans cette rue[5].
- No 2 : le 22 décembre 1931 est donnée à cette adresse une fête au profit de l’arbre de Noël des Petits Poulbots, présidée par la marquise d’Andigné, la marquise d’Armaillé, la princesse Achille Murat et la comtesse Jean de Pange. Devant l’assistance réunie dans l’hôtel « gracieusement prêté » se succèdent plusieurs orateurs : le docteur Gilbert Robin, l’homme de lettres André de Fouquières et l’écrivain André Maurois [6].
- No 16 : premier emplacement de la Bibliothèque d'art et d'archéologie créée par le couturier Jacques Doucet en 1905 dans les six appartements mitoyens qu'il possédait dans l'immeuble.
- No 30 bis : ancien hôtel particulier construit par l'architecte Henri Grandpierre pour le peintre Jean-Louis Forain (1852-1931)[7], signé en façade. La première collection de la maison de couture d’Yves Saint Laurent y fut présentée le 29 janvier 1962. Le couturier y a d'ailleurs vécu avec Pierre Bergé[8],[9].
- No 37 : villa Spontini, voie privée.
- No 38 : chapelle Saint-Albert-le-Grand, communauté catholique de langue allemande à Paris.
- No 43bis : école de danse Bourgat.
- No 45 : bâtiment de l'Institut supérieur de gestion (ISG).
- No 46 : immeuble de rapport construit par l’architecte Léon Bénouville entre 1899 et 1901[10].
- No 66 : légation de Cuba dans les années 1900[11].

### Bâtiment démoli
- No 19 (et rue de Noisiel) : hôtel particulier construit par l’architecte Louis Parent pour le couturier et collectionneur Jacques Doucet (1853-1929)[12].